# Marcos Guillermo Díaz
Marcos Guillermo Díaz (Santa Fe, 5 de febrero de 1986) es un futbolista argentino que juega como arquero. Actualmente se encuentra libre.

## Trayectoria

### Inicios en Colón
Surgido de las divisiones inferiores de Colón, debutó  en Primera División en la victoria por 4 a 1 frente a Arsenal el 8 de octubre de 2009.

### Gimnasia y Esgrima (J)
Al no ser tenido en cuenta en Colón, se incorporó a Gimnasia de Jujuy, donde tampoco logró tener continuidad y tan solo jugó ocho partidos debido a una lesión.

### Huracán
Luego de su paso por Gimnasia y Esgrima (J) regresó a Colón, donde tampoco fue tenido en cuenta. El 29 de julio de 2013 se incorporó a Huracán por pedido del entrenador Antonio Mohamed, para competir con los arqueros Diego Pozo y Gastón Monzón en la temporada 2013-14. Tuvo su primera oportunidad en la fecha 5, cuando una lesión de Diego Pozo le permitió ser titular frente a Ferro Carril Oeste. Sin embargo, tan solo duró cinco minutos en el partido, ya que sufrió una lesión y debió ser reemplazado por Gastón Monzón.
Seis meses después, volvió a tener una oportunidad, cuando en la fecha 25, reemplazó al mismo Monzón en el entretiempo del partido frente a San Martín (SJ). En la fecha siguiente, volvió a ser titular, nuevamente frente a Ferro, y a partir de allí, Díaz fue titular en todos los partidos restantes del torneo, donde tuvo actuaciones excelentes, que coincidieron con una gran remontada en rendimiento y resultados del equipo. Estuvo muy cerca de lograr el ascenso a Primera División, tras perder un partido de desempate con Independiente.
Al finalizar el torneo, Huracán renovó su contrato por tres años, comprándole el 50% del pase. Se puso en boca de todos cuando en octavos y cuartos de final de la Copa Argentina 2013/14, frente a Banfield y Estudiantes de La Plata, respectivamente, le contuvo tres penales a cada uno, en los tiros desde el punto penal, que hicieron pasar de ronda a Huracán. En la definición de la final contra Rosario Central atajó dos penales más, con lo que Huracán se consagró campeón.
En marzo de 2015, el club adquirió el otro 50% de su pase. Poco después, el equipo logró la Supercopa Argentina 2014, frente a River Plate, con una gran actuación suya. Desde ese momento fue un pilar indiscutido y uno de los referentes del equipo.
Sin embargo, su salida del club para sumarse a Boca Juniors, en enero de 2019, no se dio en buenos términos.[cita requerida] En 2021 regresó a Huracán, y el 16 de octubre del 2021, jugando contra Boca por la Liga Profesional de Fútbol, llegó a los 200 partidos en Huracán.

## Clubes
| Equipo                 | País      | Temporadas |
| ---------------------- | --------- | ---------- |
| Colón                  | Argentina | 2009-2012  |
| Gimnasia y Esgrima (J) | Argentina | 2012-2013  |
| Huracán                | Argentina | 2013-2017  |
| Boca Juniors           | Argentina | 2019-2020  |
| Talleres (C)           | Argentina | 2020-2021  |
| Huracán                | Argentina | 2021-2022  |
| Santa Clara            | Portugal  | 2022-2024  |
| Colón                  | Argentina | 2025-Act.  |

## Palmarés

### Campeonatos nacionales
| Título              | Equipo       | País      | Año     |
| ------------------- | ------------ | --------- | ------- |
| Copa Argentina      | Huracán      | Argentina | 2013-14 |
| Supercopa Argentina | Huracán      | Argentina | 2014    |
| Supercopa Argentina | Boca Juniors | Argentina | 2018    |
| Primera División    | Boca Juniors | Argentina | 2019-20 |